# Viadotto Aglio (vecchio)
Il viadotto Aglio è un viadotto autostradale italiano, sito lungo l'autostrada A1 (in questo tratto parte della strada europea E35) nel territorio comunale di Barberino di Mugello.
Esso valica a grande altezza la valle del torrente Aglio.

## Storia

### La costruzione
Nell'ambito della costruzione della tratta appenninica da Bologna a Firenze dell'Autostrada del Sole, fu necessario valicare a grande altezza la valle del torrente Aglio, caratterizzata da un terreno alluvionale poco solido e da sponde ripide. Il progettista, Guido Oberti, prescelse pertanto una soluzione ad arco, di dimensioni inedite per l'Italia di allora.
I lavori, iniziati nel giugno 1957, resero necessaria la costruzione di una strada di accesso all'area di cantiere lunga 2 km; gli inerti necessari per il calcestruzzo provenivano da due cave della zona, mentre il cemento fu fornito dallo stabilimento di Pontassieve della Italcementi.
La grande arcata centrale venne eseguita con l'ausilio di una centinatura in tubolari metallici dal peso di 800 t; una volta compiuta la prima arcata, la centina venne traslata per mezzo di argani e riutilizzata per la seconda arcata.
Il collaudo del viadotto venne eseguito nell'agosto 1960 dalla Società Autostrade.

### Gli sviluppi successivi
In conseguenza della costruzione della cosiddetta "Variante di valico", che si separa dal tracciato autostradale storico immediatamente a nord del viadotto Aglio, la direzione del traffico su quest'ultimo venne modificata: la carreggiata ovest, in origine percorsa dai veicoli diretti verso Firenze, è ora percorsa dai veicoli diretti verso Bologna lungo il tracciato storico, mentre la carreggiata est, in origine percorsa dai veicoli diretti verso Bologna, è ora percorsa dai veicoli diretti sempre verso quest'ultima città, ma lungo la variante di valico.
Il traffico diretto verso Firenze percorre invece il nuovo viadotto Aglio, posto alcune centinaia di metri a nord-ovest del vecchio.

## Caratteristiche
Si tratta di un viadotto ad arco, in calcestruzzo armato, con una lunghezza complessiva di 439,12 m. Esso è costituito da due strutture parallele, distanti fra loro 3 metri, ognuna delle quali sostiene una delle due carreggiate autostradali; le due strutture sono collegate da controventature fra i due archi e dalla banchina spartitraffico.
Il viadotto può essere suddiviso in tre parti: la grande arcata centrale, che supera la valle del torrente Aglio, e i due tratti laterali con l'impalcato semplicemente sostenuto da pilastri verticali.
L'arcata centrale ha una luce di 163,64 m e una freccia di 43,65 m; l'impalcato, che corre al di sopra dell'arco, è sostenuto da una serie di 16 pilastri aventi interasse di 9,44 m; le carreggiate stradali corrono ad un'altezza di più di 90 m sul torrente sottostante.
I due tratti laterali sono costituiti da una serie di pilastri (5 sulla sponda sinistra, 12 sulla sponda destra), aventi interasse variabile (normalmente di 18 m e in qualche caso di 9,44 m) che sostengono l'impalcato.
Le due carreggiate autostradali hanno una larghezza di 10 m ciascuna, mentre la larghezza complessiva del viadotto è di 24 m.

### Fonti
- Prof. Guido Oberti, Viadotto sul Torrente Aglio, in L'Industria Italiana del Cemento, anno XXXI, n. 1, Roma, Rivista mensile dell'Associazione Italiana Tecnico-Economica del Cemento (A.I.T.E.C.)  e dell'Associazione dell'Industria Italiana del Cemento Amianto-cemento Calce e Gesso (Assocemento), gennaio 1961,  pp. 15-24, ISSN 0019-7637 (WC · ACNP).

### Testi di approfondimento
- Autostrade, Roma, Pubblicazione mensile della Società Concessioni e Costruzioni Autostrade, novembre 1959, ISSN 0005-1756 (WC · ACNP).